# Ignat Herrmann
Ignat Herrmann (Chotěboř, 12 agosto 1854 – Praga, 8 luglio 1935) è stato uno scrittore ceco.
Fu autore ironico e descrisse nei suoi romanzi la vita del popolo di Praga, spesso dandone un ritratto indulgente e compassionevole seppur denso di umorismo. Tra le sue opere si citano Figurini praghesi (1886), Piccola gente (1888) e Nel negozio vuotato (1890).